# IC 2159
IC 2159 је емисиона маглина у сазвјежђу Орион која се налази на листи објеката дубоког неба у Индекс каталогу.
Деклинација објекта је + 20° 25' 54" а ректасцензија 6h 9m 57,0s. IC 2159 је још познат и под ознакама CED 67B.